# Ролербол (филм)
Ролербол (енгл. Rollerball), је амерички научнофантастични трилер филм из 1975. године,  режисера Нормана Џуисона у продукцији компаније United Artists, са Џејмс Каном, Џоном Хаусманом, Мод Адамс и Џон Беком у главним улогама.
У будућности коју контролишу корпорације, светом доминира насилни спорт који се зове Ролербол. Међутим, једна од њених ветеранских звезда се суочава са притиском да изађе из игре.

## Радња
Радња филма се одвија 2018. Светом, где нема ратова и злочина, влада свемоћна Енергетска корпорација. Најпопуларнији тимски спорт, који је заменио све остале, је Ролербол, такмичење у брзини и суровости. Борбе између тимова се одвијају на стази, где спортисти наступају на ролерима и мотоциклима, покушавајући да убаце лопту у посебну замку. Смрт спортисте није неуобичајена током игара на ролерима.
Џонатан Е. - спортиста са десетогодишњим искуством, идол милиона. Игра за најјачи тим из Хјустона, где се налази и седиште Корпорације. Његова велика популарност забрињава челнике Корпорације. Инсистирају да Џонатан напусти велики спорт и нуде му одличне услове, али добијају категорично одбијање. Спортиста не жели да га воде они који намећу своју вољу чак ни у одлуци са којом женом да живи. Џонатан покушава да схвати са чиме су повезана таква немилосрдна правила игре, али све књиге на ову тему у библиотекама су поверљиве.
Пре одговорне утакмице са екипом из Токија, шефови корпорације су наместили промену правила игре, која постаје још бруталнија. Џонатан се такође слаже са овим. У крвавој борби погинуло је неколико чланова тима Хјустона. Тим се пласирао у финале да би се састао са противницима из Њујорка. Током немилосрдног обрачуна, сви су убијени, осим Џонатана и двојице Њујорчана. Помахнитала гомила захтева смрт свих, али Џонатан поштеди животе противника које је победио у потпуној тишини баца одлучујућу лопту. Шеф корпорације, господин Вартоломеј, у паници жури на излаз са стадиона, плашећи се за свој живот.